# Modjo
Modjo fue un dúo francés de French house compuesto por el productor Romain Tranchart, el vocalista Yann Destagnol (alias Yann Destal). Son mayormente conocidos por su sencillo "Lady". 
La canción Lady contiene un sample de la canción "Soup for One" del grupo Chic. No está claro si Modjo hizo un reconocimiento a la autoría de la canción original en el lanzamiento de su álbum.

## Historia
Romain primero se trasladó con su familia a México y Argelia, para finalmente vivir en Brasil. Aquí es donde comenzó el aprendizaje de la guitarra y la inspiración que encontró a través de clásicos de Jazz. También fue expuesto a la Bossa Nova, pero prefirió otra dirección, tocando en una banda de rock llamada “Seven Tracks” una vez de vuelta en París. Después de algunos conciertos en clubes parisinos como La Loco y Le Rex, la banda se dividió. 
En ese momento, se convirtió en un gran fan de la música House, influido por DJ Sneak, Ian Pooley o Daft Punk, lanzando su primer sencillo como Funk Legacy, ‘What You’re Gonna Do Baby’, en Vertigo Records en el 1998. Más tarde, decidió entrar en la Escuela Americana de Música Moderna (American School of Modern Music) en París. 
También en París, Yann aprendió a tocar la flauta y el clarinete cuando era un niño. Cuando creció fue influido por los Beatles, los Beach Boys, David Bowie y muchos otros artistas pop, y empezó a tocar los tambores. También aprendió a tocar el piano y la guitarra. Más tarde, él mismo compró una máquina de grabación de cuatro pistas y comenzó a escribir canciones y a cantar. Fascinado más por las voces que por los carismáticos líderes de las bandas, le gustaba Aerosmith, The Police o Queen y se volvió un gran fan de las divas del R'n'B. 
Después de ser un baterista y cantante en algunas bandas, conoció a Romain en el 1998, y la agrupación nació. Los dos comenzaron rápidamente a grabar pistas en sesiones, y en una de esas sesiones surgió el gran éxito Lady (Hear me Tonight).

## Discografía

### Álbumes de estudio
| Lanzamiento | Álbum | UK | U.S. | AUS | NZ | GER |
| ----------- | ----- | -- | ---- | --- | -- | --- |
| 2001        | Modjo | —  | —    | —   | —  | 30  |

### Sencillos
| Lanzamiento | Sencillo                 | Álbum | UK | U.S. | AUS | NZ | GER |
| ----------- | ------------------------ | ----- | -- | ---- | --- | -- | --- |
| 2000        | «Lady (Hear Me Tonight)» |       | 1  | 81   | 10  | 8  | 2   |
| 2000        | «Chillin'»               |       | 12 | —    | 35  | —  | 38  |
| 2001        | «What I Mean»            |       | 59 | —    | —   | —  | 67  |
| 2001        | «No More Tears»          |       | —  | —    | —   | —  | —   |
| 2002        | «On Fire»                |       | —  | —    | —   | —  | —   |